# Голеску, Николае
Николае Голеску (рум. Nicolae Golescu; 1810, Кымпулунг — 1877, Бухарест) — румынский государственный деятель, революционер, один из лидеров революции 1848 года в Валахии и Трансильвании. Министр внутренних дел Валахии. Министр иностранных дел Княжества Румынии (1 мая — 15 ноября 1868). Премьер-министр Княжества Румынии (с 12 марта 1868 по июль 1868).

## Биография
Член боярской семьи Голеску из Валахии. Сын литератора Динику Голеску. Образование получил в Генуе и Швейцарии, где учился вместе с тремя своими братьями Штефаном, Александром и Раду.
После возвращения на родину в 1830 вступил в армию, в 1834 получил чин майора. Сблизился с масонами. В 1840 обвинялся властями в участии в заговоре М. Филипеску. Позже занимал пост министра внутренних дел Валахии.
В 1842 году, когда Валахия находилась под протекторатом Российской империи, безуспешно пытался получить у императора Николая I согласие на занятие княжеского трона Валахии. Был оставлен до 1848 года на прежнем посту министра внутренних дел.

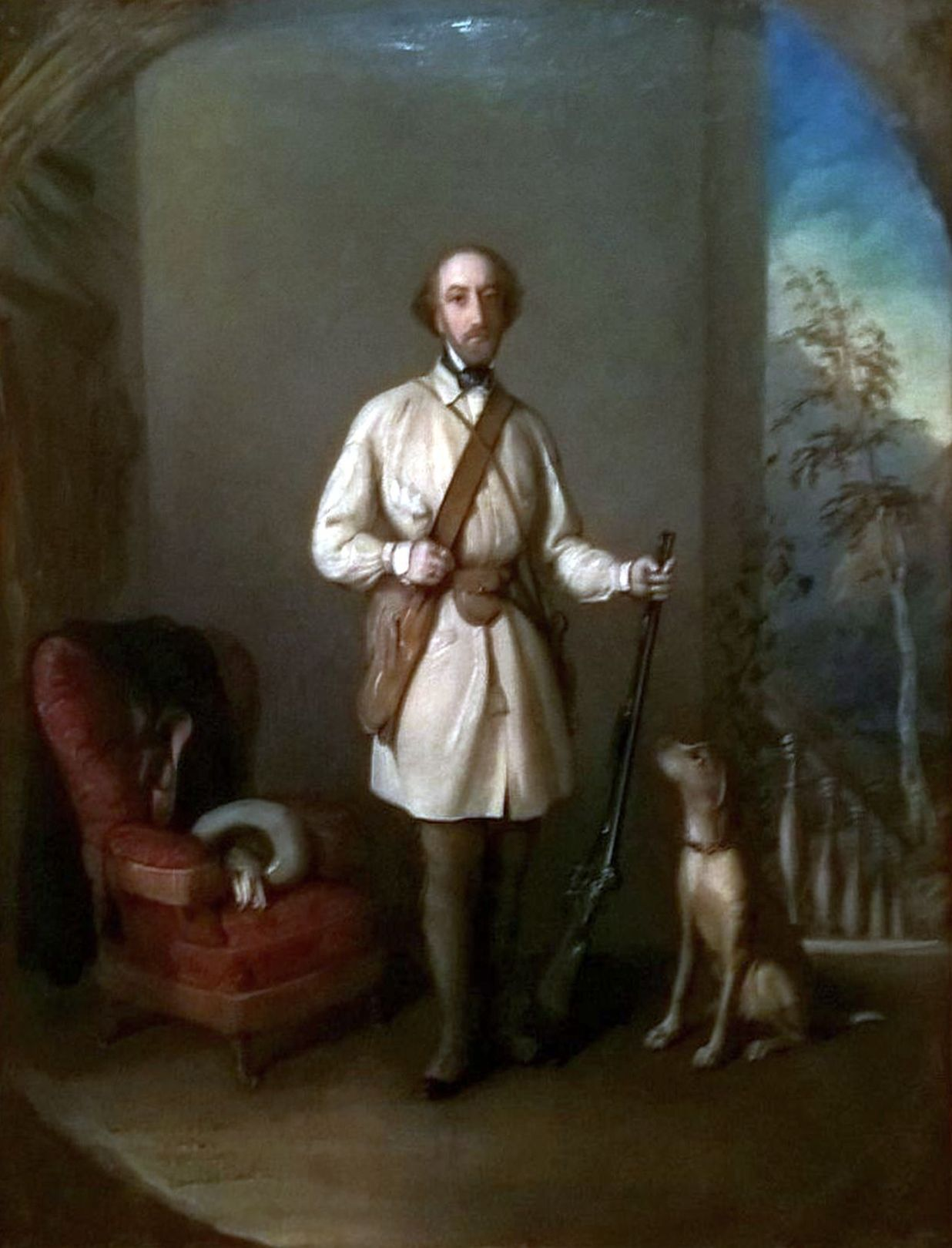
Портрет Николае Голеску
Художник К. Розенталь

Стал участвовать в собраниях разного рода революционных обществ и групп. Присоединился к группе радикальных либералов. Участвовал в движении за объединение и независимость Валахии и Молдавии.
Когда в Валахии вспыхнула революция 1848 года, вместе с Николае Бэлческу, Ионом Гигой, братом Александром и другими вошёл в состав революционного комитета.
Занял ведущее место и в течение нескольких месяцев сосредоточил в своих руках управление всеми делами княжества.
Арестованный после занятия Валахии русско-турецкими войсками, бежал в Париж. Изгнание его кончилось лишь с заключением в 1856 году Парижского мирного договора.
Во второй половине 1850-х годов поддерживал стремление Александру Куза стать князем соединённых княжеств Молдавии и Валахиию
При князе Александру Кузе, ставшим первым правителем объединённой Румынии, был министром иностранных дел и военного ведомства.
В 1861 году примкнул к оппозиции. В 1866 стал во главе заговора, свергнувшего Александру Кузе, и был главою временного правительства.
При князе Кароле I был назначен министром иностранных дел и министром-президентом, затем избран президентом сената Румынии.
Недовольный действиями князя Кароля I, он вместе с другими боярами сделал неудачную попытку провозгласить республику в Плоешти; был арестован, но присяжными — оправдан.
Николае Голеску умер в 1877 году в городе Бухаресте.